# Olivier Serva
Olivier Serva, né le 21 juin 1974 à Pointe-à-Pitre (Guadeloupe), est un homme politique français.
Membre de Guadeloupe unie, solidaire et responsable, nommé vice-président du conseil régional de la Guadeloupe en 2015, il est élu député de la Guadeloupe en 2017 pour La République en marche. Il a été président de la délégation aux outre-mer lors de son premier mandat. Il est réélu en 2022 sous l'étiquette divers gauche avant de rejoindre le groupe Libertés, indépendants, outre-mer et territoires (LIOT) à l'Assemblée nationale.

## Biographie

### Jeunesse
Fils d'un professeur de mathématiques et d'une secrétaire comptable, Olivier Serva naît le 21 juin 1974 à Pointe-à-Pitre et grandit dans la commune des Abymes, principale commune de la communauté d'agglomération Cap Excellence (Pointe-à-Pitre). Ses quatre grands-parents étaient agriculteurs aux Abymes.

### Carrière professionnelle
En 2003, Olivier Serva passe le diplôme d'expertise comptable, devient commissaire aux comptes et fonde son cabinet d'expertise comptable, Olivier Serva Expertises (OSE), installé dans la zone industrielle de Jarry, à Baie-Mahault, dans l'agglomération de Pointe-à-Pitre. Il est par ailleurs agrégé d'économie et de gestion. Il enseigne l'expertise comptable en classe préparatoire au lycée Baimbridge aux Abymes.

### Élu local de Guadeloupe
Aux élections municipales de 2014, Olivier Serva prend la tête d'une liste soutenue par Eko Zabym, qui obtient 33,5 % des voix au premier tour. Les huit élus deviennent la première force d'opposition au député-maire PS Éric Jalton, tandis que quatre d'entre eux entrent également au conseil de la communauté d'agglomération Cap Excellence. 
Aux élections régionales de 2015, Olivier Serva rallie la liste « Changez d'avenir » constituée par Ary Chalus, de Guadeloupe unie, solidaire et responsable (GUSR), avec qui il avait travaillé à la mairie de Baie-Mahault. Leur liste remporte l'élection avec 57,4 % des voix au second tour face à celle du président sortant et ancien ministre Victorin Lurel. Olivier Serva est nommé 3e vice-président du conseil régional de la Guadeloupe, chargé du développement économique. Il dénonce le désintérêt de l'État français pour l'Outre-mer et milite pour le « consommer local » et l'économie verte et bleue (écologie et mer).
En septembre 2016, il signe pour la région une charte qui doit permettre la remise en culture de terres agricoles laissées en friche ou sous exploitées en Guadeloupe.
En application de la loi sur le cumul des mandats, il démissionne de ses fonctions de conseiller municipal des Abymes le 5 juillet 2017, une fois élu député.
Aux élections municipales de 2020, Olivier Serva conduit la liste de Guadeloupe unie, solidaire et responsable, soutenue par Eko Zabym, qui obtient 25,39 % des voix.

### Député
Le 1er novembre 2016, Olivier Serva déclare dans un entretien n'avoir plus confiance dans le président de la République François Hollande, être intéressé par la candidature d'Emmanuel Macron à l'élection présidentielle de 2017 et penser à se présenter aux élections législatives. En décembre 2016, Olivier Serva accueille Emmanuel Macron alors en campagne, lors d'une soirée où le candidat à l'élection présidentielle est filmé dansant le zouk.
Le 12 mars 2017, GUSR annonce soutenir Emmanuel Macron pour l'élection présidentielle et le 19 mars, Olivier Serva annonce sa candidature aux élections législatives. Il est investi par La République en marche (LREM) pour être candidat dans la première circonscription de la Guadeloupe. Olivier Serva arrive en tête du premier tour, avec 43,7 % des voix, puis remporte le second tour en battant Rosan Rauzduel avec 61,7 % des suffrages.
Inscrit au groupe La République en marche de l'Assemblée nationale, Olivier Serva siège à la commission des Finances.
Le 18 juillet, il est élu président de la délégation aux outre-mer de l'Assemblée nationale, face à la députée PS de La Réunion et ancienne ministre Ericka Bareigts.
À la suite de la nomination de Jean Castex comme Premier ministre, il figure parmi les personnalités pressenties au ministère des Outre-mer. En juillet 2020, il est cependant le seul membre du groupe LREM à s'abstenir lors du vote de confiance au nouveau gouvernement,.
Le 24 novembre 2020, il fait partie des dix députés LREM qui votent contre la proposition de loi relative à la sécurité globale.
Le 1er juin 2022, soit peu avant la fin de la XVe législature de la Cinquième République, il quitte le groupe LREM à l'Assemblée nationale. Dans une entrevue accordée à RCI le 23 mai 2022, il se justifie en défendant son territoire et évoque « une mésentente totale sur la façon de faire en Outre-mer », affirmation partagée par d'autres personnalités politiques guadeloupéennes. Il mentionne son souhait de voir être constitué un groupe Outre-mer au sein de l'Assemblée, proposition qui est débattue par les élus ultramarins. 
Lors des élections législatives de 2022, il se présente à sa réélection dans la première circonscription de la Guadeloupe pour le parti local Eko Zabym. Ayant refusé l'investiture par La République en marche, le ministère de l'Intérieur lui attribue le nuancier « divers gauche ». Il l'emporte largement à l'issue du second tour avec 74,04 % des voix.
Le 24 novembre 2022, Olivier Serva crée la polémique lors d'un débat à l'Assemblée nationale sur la réintégration des soignants non vaccinés contre la Covid-19 en lançant « Tu vas la fermer » au député Renaissance et président par intérim du groupe Sylvain Maillard qui l'interpellait. Le bureau de l'Assemblée se réunit alors pour décider d'éventuelles sanctions,.
Alors que son deuxième mandat est écourté le 9 juin 2024 en raison d'une dissolution parlementaire décidée par Emmanuel Macron, il se représente aux élections législatives anticipées dans la première circonscription de la Guadeloupe. Lors du premier tour, il arrive en tête avec 51,40 % des voix devant Chantal Lérus (DVG), qui avoisine les 13 %, mais la forte abstention ne lui permet pas d'être directement élu,. Il est réélu au second tour avec 77,59 % des suffrages exprimés.
En décembre 2024, il est le seul député du groupe LIOT à voter en faveur de la motion de censure ayant entraîné la chute du gouvernement de Michel Barnier.

## Prises de position

### Groupe ultramarin
Au lendemain du second tour des élections législatives de 2017, Olivier Serva appelle à la constitution d'un groupe parlementaire de l'outre-mer à l'Assemblée nationale, afin de « défendre la diversité, l'écologie, les territoires » et d'« influer sur l'ordre du jour de la discussion des textes ». N'étant pas parvenu à rallier les quatorze autres députés requis pour constituer ce groupe avec lui, son initiative n'a pas abouti.

### Algues sargasses
En août 2017, par une question écrite au gouvernement, Olivier Serva saisit le ministre de la Transition écologique et solidaire, Nicolas Hulot, du problème des algues sargasses qui s'échouent en masse sur les rives des Antilles et demande que l'État reconnaisse le phénomène comme une « catastrophe naturelle », après qu'une étude a estimé le préjudice subi par les marins-pêcheurs et les restaurateurs à 4,9 millions d'euros de chiffre d'affaires perdu, au premier semestre 2015. 

### Communauté LGBT
Durant la campagne des élections législatives de 2017, le site StreetPress ressort un débat télévisé d'octobre 2012, où Olivier Serva avait qualifié le mariage homosexuel de « péché » et l'homosexualité d'« abomination », en citant la Bible,. Confronté à une forte polémique, il s'excuse et déclare « respecter le mariage pour tous ».

## Résultats électoraux

### Élections législatives
| Année | Parti  | Parti     | Circonscription      | 1er tour | 1er tour | 1er tour | 2d tour | 2d tour | 2d tour | Issue |
| Année | Parti  | Parti     | Circonscription      | Voix     | %        | Rang     | Voix    | %       | Rang    | Issue |
| ----- | ------ | --------- | -------------------- | -------- | -------- | -------- | ------- | ------- | ------- | ----- |
| 2017  |        | LREM      | 1re de la Guadeloupe | 8 248    | 43,70    | 1er      | 14 648  | 61,74   | 1er     | Élu   |
| 2022  |        | Eko Zabym | 1re de la Guadeloupe | 7 766    | 43,44    | 1er      | 15 624  | 74,04   | 1er     | Élu   |
| 2024  | 12 042 | Eko Zabym | 1re de la Guadeloupe | 51,40    | 1er      | 18 043   | 77,59   | 1er     | Élu     |       |

### Élections régionales
| Année | Parti | Parti | Région     | Position sur la liste | 1er tour | 1er tour | 1er tour | 2d tour | 2d tour | 2d tour | Sièges  |
| Année | Parti | Parti | Région     | Position sur la liste | Voix     | %        | Rang     | Voix    | %       | Rang    | Sièges  |
| ----- | ----- | ----- | ---------- | --------------------- | -------- | -------- | -------- | ------- | ------- | ------- | ------- |
| 2015  |       | GUSR  | Guadeloupe | 5e                    | 61 173   | 43,55    | 1er      | 98 466  | 57,49   | 1er     | 28 / 41 |

### Élections municipales
| Année | Parti | Parti     | Commune    | Position sur la liste | 1er tour | 1er tour | 1er tour | Sièges |
| Année | Parti | Parti     | Commune    | Position sur la liste | Voix     | %        | Rang     | Sièges |
| ----- | ----- | --------- | ---------- | --------------------- | -------- | -------- | -------- | ------ |
| 2014  |       | Eko Zabym | Les Abymes | 1re                   | 7 039    | 33,49    | 2e       | 8 / 45 |
| 2020  | 4 278 | Eko Zabym | Les Abymes | 1re                   | 25,39    | 2e       | 6 / 45   |        |